# 盖托夫
盖托夫（德語：Gettorf，發音：[ˈɡɛtɔʁf]）是德国石勒苏益格-荷尔斯泰因州伦茨堡-埃肯弗德县的市镇，总面积9.35平方千米，2023年12月31日总人口为7,737人。